# فورماتزا
فورماتزا (به ایتالیایی: Formazza) یک کومونه در ایتالیا است که در استان وربانو-کوزیو-اوسولا واقع شده‌است.

## خصوصیات
فورماتزا ۱۳۱٫۸ کیلومترمربع مساحت و ۴۴۳ نفر جمعیت دارد و ۱٬۲۸۰ متر بالاتر از سطح دریا واقع شده‌است.